# Manuel Clemente Cavalcanti de Albuquerque
Manuel Clemente Cavalcanti de Albuquerque (Pilar, 1798 — São Cristóvão, 2 de novembro de 1826) foi um político brasileiro.
Foi presidente da província de Sergipe, nomeado por carta imperial de 1 de dezembro de 1824, presidindo a província de 15 de fevereiro de 1825 a 2 de novembro de 1826.